# Joël Veltman
Joël Veltman (Velsen, 1992. január 15. –) holland válogatott labdarúgó, a Brighton & Hove Albion hátvédje.

## Statisztika
2014. május 4-i adatok
| Klub teljesítmény | Klub teljesítmény | Klub teljesítmény | Bajnokság | Bajnokság | Kupa  | Kupa | Nemzetközi | Nemzetközi | Egyéb | Egyéb | Összesen | Összesen |
| Szezon            | Klub              | Bajnokság         | Mérk.     | Gól       | Mérk. | Gól  | Mérk.      | Gól        | Mérk. | Gól   | Mérk.    | Gól      |
| Hollandia         | Hollandia         | Hollandia         | Bajnokság | Bajnokság | Kupa  | Kupa | Európa     | Európa     | Egyéb | Egyéb | Összesen | Összesen |
| ----------------- | ----------------- | ----------------- | --------- | --------- | ----- | ---- | ---------- | ---------- | ----- | ----- | -------- | -------- |
| 2012–13           | Ajax              | Eredivisie        | 7         | 0         | 3     | 0    | 0          | 0          | 0     | 0     | 10       | 0        |
| 2013–14           | Ajax              | Eredivisie        | 25        | 2         | 4     | 0    | 4          | 0          | 1     | 0     | 34       | 2        |
| Összesen          | Hollandia         | Hollandia         | 32        | 2         | 7     | 0    | 4          | 0          | 1     | 0     | 44       | 2        |
| Karrier összesen  | Karrier összesen  | Karrier összesen  | 32        | 2         | 7     | 0    | 4          | 0          | 1     | 0     | 44       | 2        |

## Sikerei, díjai
Ajax
- Holland bajnok (3): 2012–13, 2013–14, 2018–19
- Holland kupa (1): 2018–19
- Holland szuperkupa-győztes (2): 2013, 2019

## Fordítás
Ez a szócikk részben vagy egészben  a   Joël Veltman című angol Wikipédia-szócikk fordításán alapul.  Az eredeti cikk szerkesztőit annak laptörténete sorolja fel. Ez a jelzés csupán a megfogalmazás eredetét és a szerzői jogokat jelzi, nem szolgál a cikkben szereplő információk forrásmegjelöléseként.